# Clymene lavernellus
Clymene lavernellus är en fjärilsart som beskrevs av Thomas de Grey, 6th Baron Walsingham 1881. Clymene lavernellus ingår i släktet Clymene och familjen praktmalar. Inga underarter finns listade i Catalogue of Life.